# Trolle d'Europe
Trollius europaeus
Espèce
Classification phylogénétique
Statut de conservation UICN

 LC  : Préoccupation mineure
Le trolle, trolle d'Europe, trolle des montagnes ou la boule d'or (Trollius europaeus), est une espèce de plantes herbacées vivaces de la famille des Renonculacées.

## Étymologie

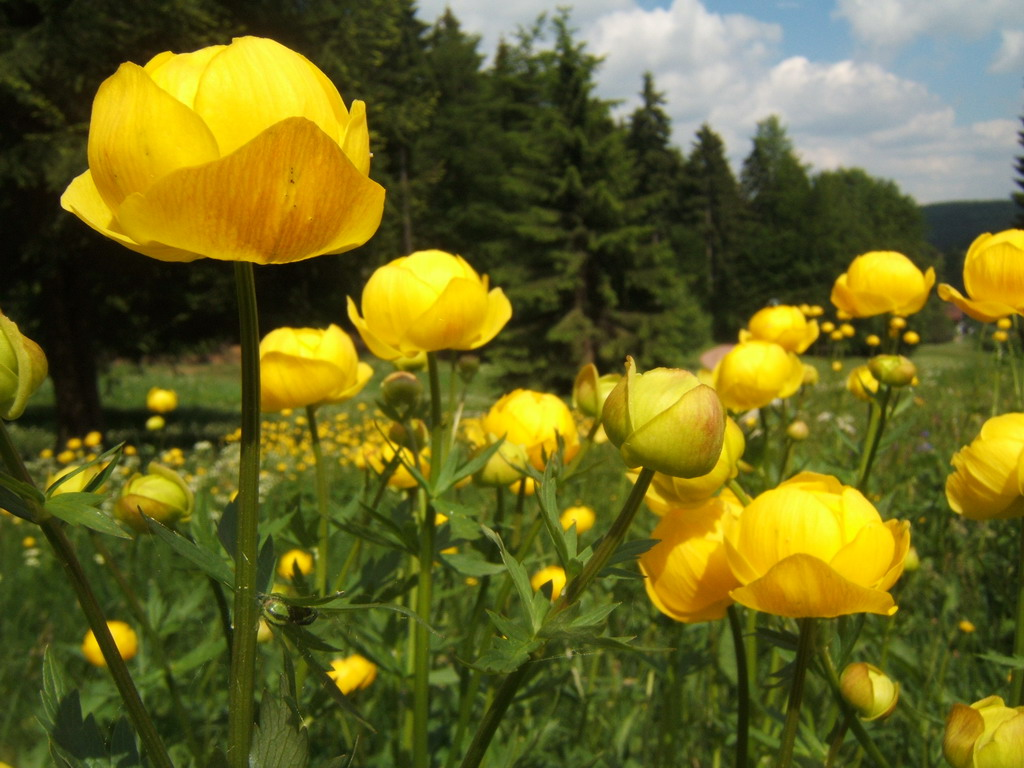
Plantes fleuries à maturité.

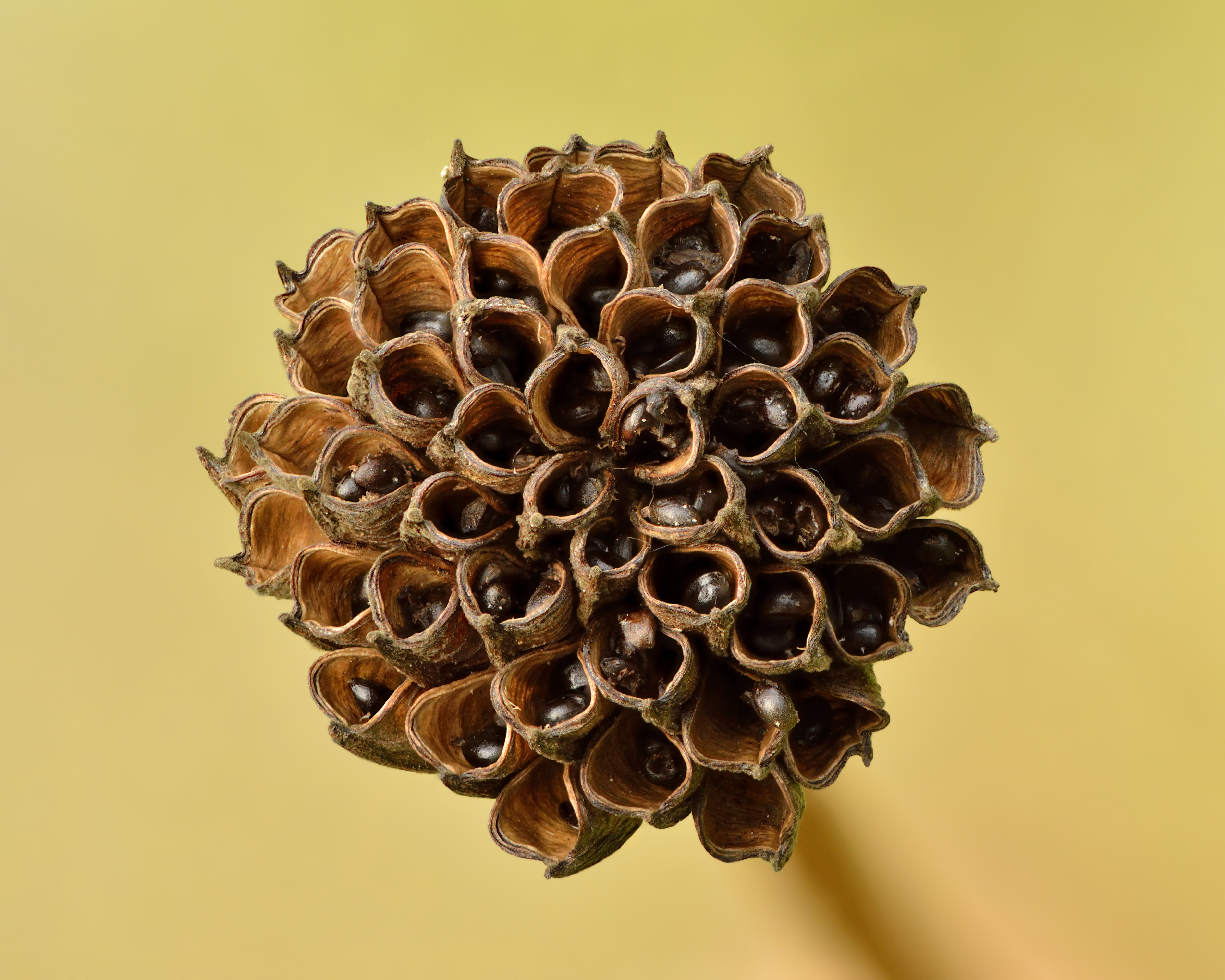
Graines de trolle d'Europe vers Keila en Estonie.

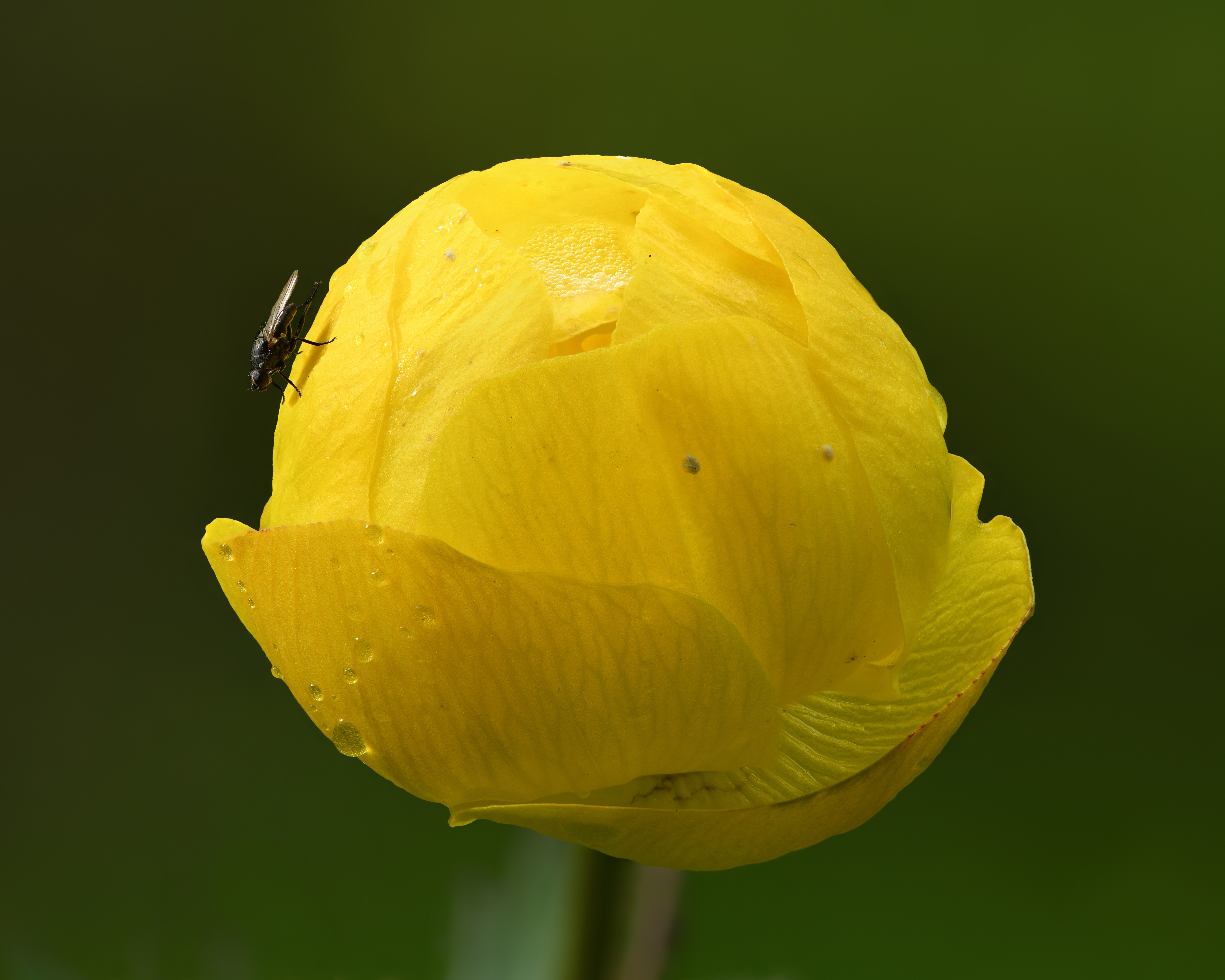
Un trolle d'Europe, accompagné d'un petit insecte, probablement un Chiastocheta, de la famille des Anthomyiidae.

Trol dérive du vieil allemand qui signifie « globe », le nom a été donné par allusion à la forme globuleuse de la fleur.

## Habitat
Le trolle d'Europe est une plante des prairies humides et des bois clairs de montagne d'Europe. On le retrouve entre 500 et 2 500 m d'altitude. Il est présent en France dans tous les massifs montagneux : Vosges, Jura, Alpes, Pyrénées, Corbières. Il est souvent accompagné par des narcisses des poètes.

## Description
Le trolle d'Europe forme une touffe compacte de tiges dressées assez serrées, faisant environ 60 cm à 1 m. Il porte des feuilles vert foncé palmatiséquées, plutôt situées assez bas sur la tige. Les fleurs sont hautes, généralement solitaires, en forme de globes de quelques centimètres, formés de 6 à 15 sépales jaune très vif (il est parfois comparé à un gros bouton d'or qui serait resté fermé).

## Biologie
La floraison a lieu de mai à août. Le trolle d'Europe a la particularité d'être pollinisé par une mouche. Six espèces du genre Chiastocheta sont concernées par cette interaction mutualiste. Les mouches pondent leurs œufs qui se développent au détriment des graines, dévorées par les larves.

## Toxicité
Son rhizome est toxique (il contient des substances révulsives). Comme toutes les renonculacées, la plante est légèrement vénéneuse, car contenant un alcaloïde, la proto-anémonine.